# Грінвуд Тауншип (округ Кроуфорд, Пенсільванія)
Грінвуд Тауншип (англ. Greenwood Township) — селище (англ. township) в США, в окрузі Кроуфорд штату Пенсільванія. Населення — 1424 особи (2020).

## Демографія
Згідно з переписом 2010 року, у селищі мешкали 1454 особи в 561 домогосподарстві у складі 398 родин. Було 611 помешкання
Расовий склад населення:
| - 98,6 % — білих - 0,1 % — чорних або афроамериканців - 0,1 % — азіатів |

До двох чи більше рас належало 1,0 %. Частка іспаномовних становила 0,2 % від усіх жителів.
За віковим діапазоном населення розподілялося таким чином: 23,0 % — особи молодші 18 років, 62,6 % — особи у віці 18—64 років, 14,4 % — особи у віці 65 років та старші. Медіана віку мешканця становила 41,6 року. На 100 осіб жіночої статі у селищі припадало 101,1 чоловіків;  на 100 жінок у віці від 18 років та старших — 100,5 чоловіків також старших 18 років.
Середній дохід на одне домашнє господарство  становив 65 215 доларів США (медіана — 57 639), а середній дохід на одну сім'ю — 71 779 доларів (медіана — 59 188). Медіана доходів становила 47 083 долари для чоловіків та 32 535 доларів для жінок. За межею бідності перебувало 8,3 % осіб, у тому числі 15,1 % дітей у віці до 18 років та 9,6 % осіб у віці 65 років та старших.
Цивільне працевлаштоване населення становило 742 особи. Основні галузі зайнятості: освіта, охорона здоров'я та соціальна допомога — 22,6 %, виробництво — 20,8 %, роздрібна торгівля — 8,8 %, сільське господарство, лісництво, риболовля — 8,4 %.